# Liste der Straßen in Niederdollendorf
Die folgende Liste enthält Straßen und Plätze in Niederdollendorf, einem Stadtteil von Königswinter im nordrhein-westfälischen Rhein-Sieg-Kreis.
| Straße                | Jahr der Anlage; Ersterwähnung/ -benennung | Namensherkunft                                                                                             | Frühere Namen Anmerkungen |
| --------------------- | ------------------------------------------ | --- | --- |
| Am Dornenkreuz        | 1959:179                                   | Gewann-Name:179                                                                                            | Angelegt anstelle eines vormaligen Fußwegs:179; erschließt gleichnamige Siedlung:179. |
| Am Schallenbach       | um 1964:173                                | | Von 1954 bis 1962 Nordstraße, zuvor Bachstraße. Stichstraße von der Hauptstraße; angelegt auf Teilstück eines alten Verbindungswegs von Oberdollendorf nach Niederdollendorf, erschließt gleichnamige Siedlung von 1963/64:173. |
| Am Schild             | 1963/1964:179                              | Gewann-Name:179                                                                                            | Stichstraße von der Longenburger Straße. |
| Am Ziegelofen         |                                            | | Bis Mitte der 1980er-Jahre Bergstraße, Unterbrechung wegen Bau der Bundesstraße 42.:184 |
| An der Fischbank      | 1954                                       | Gewann-Name                                                                                                | Privatstraße; Stichstraße von der Hauptstraße; 1962–64 verbreitert und ausgebaut, zugleich Errichtung einer gleichnamigen Siedlung:179. |
| An der Weinschule     | 1905:171                                   | Gewann-Name:171                                                                                            | Bis in die 1970er-Jahre Oststraße.:171 |
| Sankt-Antonius-Straße | 1976/1977:181                              | kirchliche Bruderschaft vom hl. Antonius Abbas von 1650:181                                                | Stichstraße von der Petersbergstraße. |
| Auf dem Hövel         | 1962:181                                   | Gewann-Name                                                                                                | Stichstraße von der Heisterbacher Straße. |
| Auf dem Teich         | 1968:181                                   | Gewann-Name:181                                                                                            | Stichstraße von der Herzogstraße. |
| Bergstraße            | vor 1754:184                               | | Bis 1969 Königswinterer Straße, davor Königswinterer Weg (1754).:184 Anfang der 1980er-Jahre südliches Teilstück als Kreisstraße 4 neugebaut.:184 |
| Burggrafenstraße      | 1952:177                                   | | Südstraße Stichstraße von der Weiherstraße; 1955 verkehrsgerecht ausgebaut.:177 |
| Fährstraße            |                                            | Rheinfähre Bad Godesberg–Niederdollendorf                                                                  | Bis 1906:143 oder 1920 Schulgasse, anschließend bis 1971 Weberstraße (nach Peter Josef Weber, Ortsvorsteher).:173 |
| Falkenbergstraße      | 1958:179                                   | Falkenberg, Berg im Siebengebirge                                                                          | Bis 1971 Löwenburgstraße (umbenannt wegen der kommunalen Neugliederung).:179 Erschließt gleichnamige Siedlung von 1962/63.:179 |
| Frankenstraße         |                                            | An der Straße 1890/91 gefundenes fränkisches Gräberfeld.:176                                               | Frankenweg.:176 Stichstraße von der Heisterbacher Straße an der ehemaligen Gemeindegrenze zu Oberdollendorf:176. |
| Freyenberger Weg      | 1965 ff.:179                               | Gewann-Name („Am Freyenberg“):179                                                                          | Angelegt anstelle eines vormaligen Fußwegs, Ausbau zur Straße in den 1970er-Jahren abgeschlossen.:179 |
| Friedenstraße         | 1935:176                                   | | Anfang der 1930er-Jahre Verbreiterung eines vormaligen Verbindungswegs, um 1939 zur Straße ausgebaut:176; bildet ehemalige Gemeindegrenze zu Oberdollendorf:176. |
| Godesberger Straße    |                                            | Bad Godesberg                                                                                              | 1912 verbreitert.:170 |
| Hauptstraße           |                                            | | 1852–54 als Teil der Provinzialstraße Beuel–Honnef ausgebaut:163; 1903 Bau der Brücke über die Rechte Rheinstrecke, 1961/62 bei Straßenbegradigung durch neues Brückenbauwerk ersetzt:164; von Mitte der 1950er-Jahre:164 bis 1984 Teilstück der Bundesstraße 42, seither der Landesstraße 193; 1989–91 im Zuge der Ortskernsanierung neu gestaltet und ausgebaut:166. |
| Heisterbacher Straße  |                                            | Kloster Heisterbach                                                                                        | Kircheiper Landstraße (Anfang 19. Jahrhundert).:166 1853–1856 ausgebaut.:166 |
| Herzogstraße          | 1905:174                                   | | Bis 1971 Kellerstraße.:174 1966/67 von der Königstraße zur Straße Am Schallenbach verlängert.:174 |
| Hubert-Wagner-Straße  | 1969:181                                   | Hubert Wagner, Kaufmann und Fabrikant:181                                                                  | Vormals Fußweg, 1969 zur Straße verbreitert und asphaltiert.:181 |
| Im Rheingarten        | 2002/2003:185                              | | Stichstraße von der Hauptstraße. |
| In den Flachten       | 1984/1985:181                              | Gewann-Name:181                                                                                            | Stichstraße von der Schönsitzstraße. |
| In der Rheinau        | 1954 ff.:177                               | | Erschließt gleichnamige Siedlung.:177 |
| Johannes-Albers-Allee | 1985:182                                   | Johannes Albers (1890–1963), deutscher Politiker (Zentrum, CDU)                                            | Stichstraße von der Hauptstraße. |
| Königstraße           | 1904/1905:174                              | | Bis 1971 Kronprinzenstraße.:175 Angelegt von Ferdinand Mülhens auf vormaligem Feldweg:174, 1934 zum Rheinufer verlängert:175. |
| Longenburger Straße   |                                            | Longenburg                                                                                                 | 1970 im Zuge einer Höherlegung der Bahnstrecke angehoben, zugleich Schließung des Bahnübergangs.:172 f. |
| Michaelstraße         | nach 1950:176                              | Patron der Pfarrkirche St. Michael:177                                                                     | |
| Mönchsweg             |                                            | | Nünfigsgasse, Mönchsgasse.:173 1955 zur Straße ausgebaut.:173 |
| Parkstraße            | 1959:177                                   | | Entstanden auf Teil des ehemaligen Parkgeländes von Haus Schönsitz:177; erschließt gleichnamige Siedlung aus dem Jahr 1960:177. |
| Paulstraße            | 1954/1955:177                              | Paul Staffel, Bürgermeister von 1948 bis 1954:177                                                          | |
| Petersbergstraße      |                                            | Petersberg                                                                                                 | 1895–1900 zur Straße ausgebaut.:172 2008 Bau der Eisenbahnunterführung. |
| Prinzenstraße         | 1978/1979:181                              | | In zwei Straßen- und Siedlungsteile gegliedert.:181 |
| Proffenweg            | 1962                                       | Flurname                                                                                                   | Bis 1971 entlang des Bahnhofs Bahnhofstraße, anschließend bis 2007/08 Bachstraße. Ursprünglich Bezeichnung für einen Verbindungsweg zwischen Frankenstraße und damaliger Bahnhofstraße, heutige Straße bis auf Teilstück der früheren Bachstraße 2007/08 für neues Gewerbegebiet angelegt.                                                                             |
| Rheinstraße           |                                            | | Rheingasse, Fährgasse.:166 1887 zur Straße ausgebaut:166 |
| Rheinufer             |                                            | | Ab 1933 Adolf-Hitler-Ufer. 1967–69 auf Höhe des Ortskerns als Promenade ausgebaut und zur Fußgängerzone umgewidmet, 1977–78 Ausbau vom Weidenweg bis zur nördlichen Stadtgrenze.:179 f. |
| Schleifenweg          |                                            | | Alter Grenzweg zwischen Niederdollendorf und Oberdollendorf.:172 1929–1930 im oberen Teil neu angelegt, teilweise als Serpentinenweg.:172 |
| Schönsitzstraße       | 1908–1910:175                              | Haus Schönsitz:175                                                                                         | Angelegt anstelle eines vormaligen Fußwegs:175; 1929 Anlage einer Birkenallee:176. |
| Sebastianusstraße     | 1962                                       | kirchliche Junggesellen-Bruderschaft vom hl. Sebastianus von 1671                                          | |
| Strombergstraße       | 1957:177; 1962                             | | Erschließt gleichnamige Siedlung.:177 |
| Von-Loe-Straße        | 2003/2004:184                              | Freiherr Friedrich von Loé, 1869–1908 Besitzer der Longenburg, Ehrenbürgermeister des Amtes Oberkassel:185 | |
| Weidenweg             |                                            | | Von 1962 bis 1971 Steinweg, von 1954 bis 1962 Nordstraße, zuvor Bachstraße.:173 |
| Weiherstraße          | 1952:177                                   | Gewann-Name „Am alten Weiher“:177                                                                          | 1955 verkehrsgerecht ausgebaut.:177 |